# Kleneč (národní přírodní památka)
Kleneč je národní přírodní památka, vyhlášená v roce 1976 a od roku 2007 evropsky významná lokalita. Nachází se na Podřipsku u obce Kleneč v okrese Litoměřice. Důvodem ochrany je naleziště endemického, kriticky ohroženého druhu hvozdíku písečného českého (Dianthus arenarius subsp. bohemicus), který se vyskytuje pouze na této lokalitě a pak na náhradní lokalitě, kam byl vysazen. Péčí o území je pověřena správa CHKO České středohoří.

## Popis

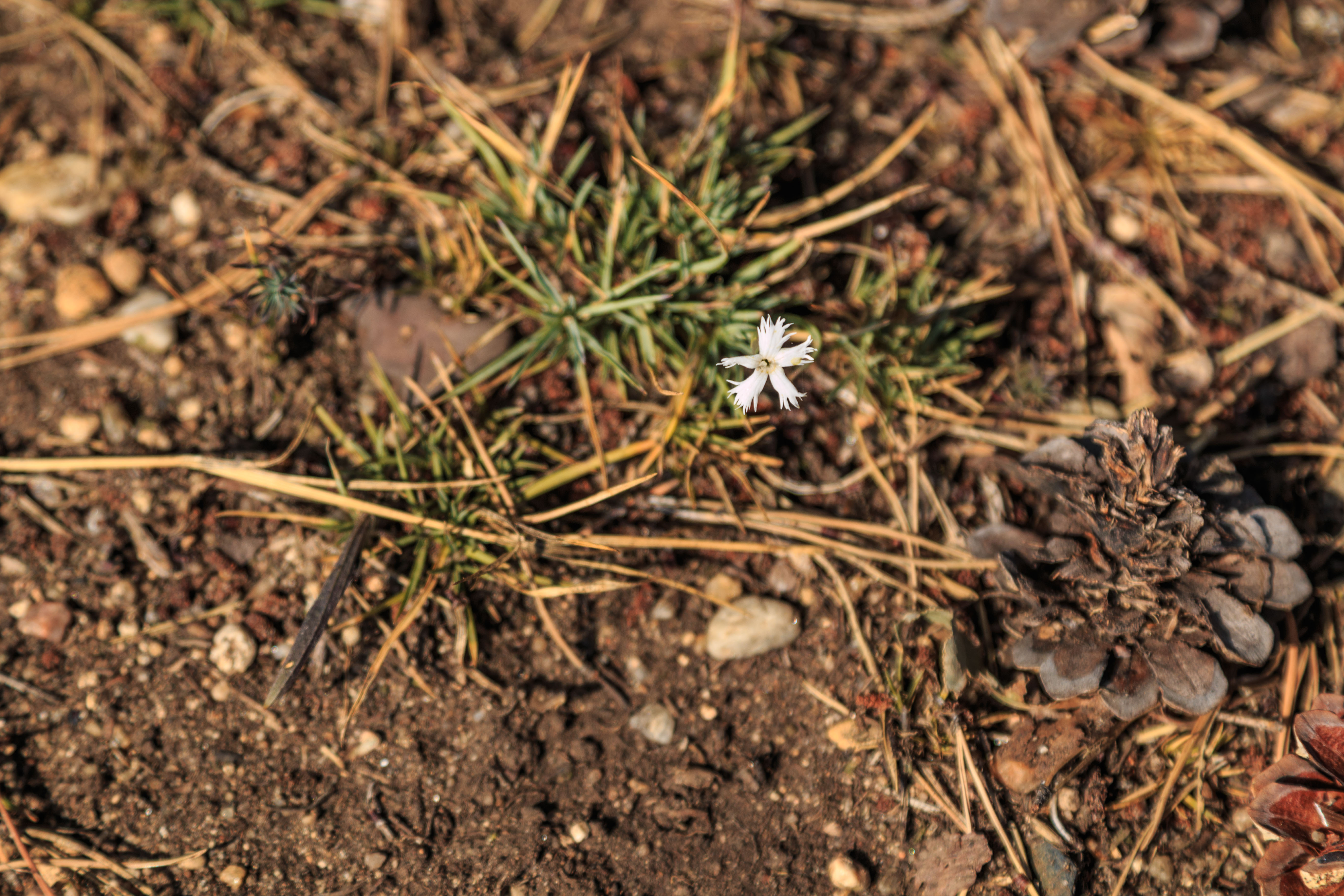
Hvozdík písečný český na lokalitě u Klenče

Přírodní památka se nachází na zalesněných svazích a loukách se zbytky dřevin. Některé části jsou pravidelně zbavovány drnu až na čtvrtohorní štěrkopísek z řeky Labe. V takovém prostředí se daří právě hvozdíku písečnému. Dříve se tak dělo na lokalitě díky pastvě, dnes se zásah provádí těžkou technikou.

## Historie
V roce 2013 došlo k novému vyhlášení území tak, aby obsahovalo i cenné písečné plochy s paličkovcem šedavým (Corynephorus canescens) a kostřavovými trávníky.